# (103) Hera
(103) Hera es un asteroide perteneciente al cinturón de asteroides descubierto por James Craig Watson el 7 de septiembre de 1868 desde el observatorio Detroit de Ann Arbor, Estados Unidos.
Está nombrado por Hera, una diosa de la mitología griega.

## Características orbitales
Hera está situado a una distancia media de 2,702 ua del Sol, pudiendo acercarse hasta 2,482 ua. Tiene una excentricidad de 0,08135 y una inclinación orbital de 5,419°. Emplea 1622 días en completar una órbita alrededor del Sol.